# Chiara Parisi
Chiara Parisi, née en 1970 à Rome (Italie), est une historienne de l'art et commissaire d'exposition italienne.

## Biographie
Chiara Parisi étudie l'histoire de l'art contemporain à l’université de Rome « La Sapienza ». Elle y obtient un doctorat avant de venir en France. 
Elle commence son parcours en France comme directrice du Centre international d’art et du paysage de Vassivière, où elle développe un programme d’expositions monographiques d’envergure, multiplie les projets pour le bois de sculpture et initie des résidences d’artistes entre 2004 et 2011. Elle quitte la Haute-Vienne pour diriger les programmes culturels de la Monnaie de Paris, avec comme mission d'y introduire l’art contemporain. Elle ouvre avec Paul McCarthy et clôturera avec Maurizio Cattelan. Lui succède en 2016 Camille Morineau.  
Pendant ses années parisiennes, elle est aussi co-commissaire avec Julie Pellegrin de la Nuit blanche de 2013. 
En 2017, elle devient pour deux ans commissaire des expositions d’art moderne et contemporain à la Villa Médicis,.  
Le 28 novembre 2019, elle est nommée  directrice du Centre Pompidou-Metz, succédant à Emma Lavigne partie pour le Palais de Tokyo. Au cours de la dernière année de sa mission, le Centre Pompidou-Metz connaît une hausse de 2,3 % de sa fréquentation par rapport à l'année précédente et un rajeunissement des publics. Elle est reconduite dans son poste pour une durée de trois ans.